# Nagata Ryuji
Ryuji Nagata (sinh ngày 28 tháng 3 năm 1972) là một cầu thủ bóng đá người Nhật Bản.

## Sự nghiệp câu lạc bộ
Ryuji Nagata đã từng chơi cho Sanfrecce Hiroshima và Oita Trinity.